# Ivo Možný
Ivo Možný (31. srpna 1932 Prostějov – 10. září 2016) byl český sociolog, pedagog, zakladatel a první děkan Fakulty sociálních studií Masarykovy univerzity. Zasloužil se o vznik sociologie jako akademické disciplíny v polistopadovém Československu a je považován za zakladatele „brněnské sociologické školy“. Věnoval se především sociologii rodiny, sociologii intimity a sociální politice.

## Životopis
Narodil se v prostějovské kupecké rodině, proto mu po únoru 1948 bylo zpočátku znemožňováno nastoupit na studia a nalezl zaměstnání v ostravských hutích.
V letech 1952–1956 studoval českou a ruskou filologii a učitelství těchto jazyků na Filozofické fakultě Masarykovy univerzity, promován byl v roce 1957. Po studiu pracoval až do roku 1965 jako redaktor a reportér Československého rozhlasu. V roce 1967 získal na stejné fakultě doktorát v oboru sociologie a začal působit jako zástupce vedoucího příslušné katedry.
Následkem politických změn mu ovšem v roce 1969 bylo zakázáno na vysokých školách přednášet a působil proto až do listopadu 1989 dále pouze jako výzkumný pracovník. V letech 1970–1982 pracoval navíc jako manželský poradce v brněnské manželské a předmanželské poradně. Postgraduálním studiem na Univerzitě Karlově v Praze v letech 1985–1989 získal roku 1989 hodnost kandidáta věd.
Po sametové revoluci začal na katedře sociologie znovu vyučovat, byl jmenován jejím vedoucím a v roce 1992 se stal profesorem. Jako vedoucí katedry působil od roku 1990 do roku 1994, kdy byl jmenován proděkanem celé filozofické fakulty. Když se v roce 1998 několik oborů fakulty osamostatnilo, sociologie byla jedním z nich a Ivo Možný se tak stal jedním ze zakladatelů Fakulty sociálních studií Masarykovy univerzity (FSS MU) a byl také zvolen jejím prvním děkanem. V této funkci setrval po dvě funkční období až do roku 2004 a jeden rok pak ještě působil jako proděkan.
Svých novinářských zkušeností z rozhlasu využíval k častému vystupování v tisku, kde se vyjadřoval k aktuálním tématům. Podílel se na zrodu oboru mediální studia a žurnalistika na FSS MU a v roce 2005 se stal ředitelem Institutu regionální žurnalistiky. Patřil mezi zakládající členy Učené společnosti České republiky. Byl členem Evropské společnosti pro vědy a umění a nizozemského Institutu pro pokročilá studia.
Zemřel 10. září 2016. Až do své smrti působil na Masarykově univerzitě jako profesor sociologie, od roku 2011 emeritní. V roce 2015 převzal Cenu Neuron za přínos světové vědě v oblasti společenských věd. 

## Dílo
Ve své vědecké práci se věnoval zejména proměnám české rodiny a sociální politiky.
V roce 1991 poprvé vyšla jeho kniha Proč tak snadno… Druhé vydání v roce 1999, třetí v roce 2009 (všechna tři vydání SLON – Sociologické nakladatelství). Čtvrté vydání následovalo v roce 2022 (Univerzita Karlova, Nakladatelství Karolinum).
Všechna vydání jsou opatřena vlastní předmluvou, která zařazuje dílo do kontextu doby. V knize Ivo Možný provedl sociologickou analýzu sametové revoluce. Autor si v knize klade tři základní otázky a to: “Jak to, že to u nás tak dlouho trvalo, než jsme se pro změnu rozhoupali”, “Jak to, že se starý režim nakonec zhroutil tak rychle”, “Kdo tedy byl na těch přeplněných náměstích”. Na první otázku odpovídá sociologickou analýzou tehdejší společnosti. Zaměřuje se na úlohu rodiny ve státě a tvrdí, že v ideologickém systému, kde stát chce převzít úlohu rodiny, se rodina přirozeně brání a státu odporuje. Zdůrazňuje také ustrnulost společnosti, absenci pozitivních vzorů. V druhé otázce autor popisuje vnitřní rozpad komunistického režimu. Jako jeden ze dvou hlavních důvodů uvádí ekonomickou problematiku trhu, kde byl podle autora nejdůležitější sociální kapitál a pro obyčejného občana bez konexí téměř nemožné dostat se k určitému zboží. Druhým hlavním důvodem je podle Možného ritualizace každodenního chování, kdy na občany byla stále hrnuta ideologie ze všech stran. Jako příklady uvádí zdobení výloh nebo povinné oslavy státních svátků. V třetí otázce autor popisuje, že pád režimu byl logickým vyústěním, které bylo výhodné pro většinu společnosti, včetně té, která byla před sametovou revolucí u moci.
Mezi další jeho významná publikovaná díla patří Nejdůležitější fakta o kvalitě našeho života (2002) a Rodina a společnost (2006).